# Basses de l'Estany Negre
De Basses de l'Estany Negre zijn een klein meer in het gebergte bij Arinsal in de Andorrese parochie La Massana. Het meer ligt aan de Riu de l'Estany Negre, die veertig meter hoger wordt gevoed door het omvangrijkere meertje Estany Negre, waarnaar de Basses de l'Estany Negre zijn genoemd.
Langs beide meren loopt het GR11-wandelpad, dat langs de Pic de Comapedrosa (2943 m), 's lands hoogste top, naar de Spaanse grens loopt. De rivier stroomt op dit punt dan ook daar waar de flanken van de Pic de Comapedrosa enerzijds en die van de Pic de Sanfons (2894 m) en de Agulla de Baiau (2860 m) anderzijds tegenover elkaar liggen.
Basses de l'Estany Negre · Basses del Ruf · Estany de les Truites · Estany del Port Dret · Estany Negre · Estanys de Montmantell · Estanys Forcats